# Sclerolaena
Sclerolaena ist eine Pflanzengattung in der Unterfamilie der Camphorosmoideae innerhalb der Familie der Fuchsschwanzgewächse (Amaranthaceae). Die 62 bis 66 Arten sind in Australien heimisch.

## Beschreibung
Sclerolaena-Arten wachsen ausdauernde krautige Pflanzen oder Sträucher. Die wechselständig, spiralig oder zweizeilig am Stängel angeordneten Laubblätter sind einfach, häufig fleischig oder sukkulent. Die Blattränder sind glatt. Nebenblätter fehlen.

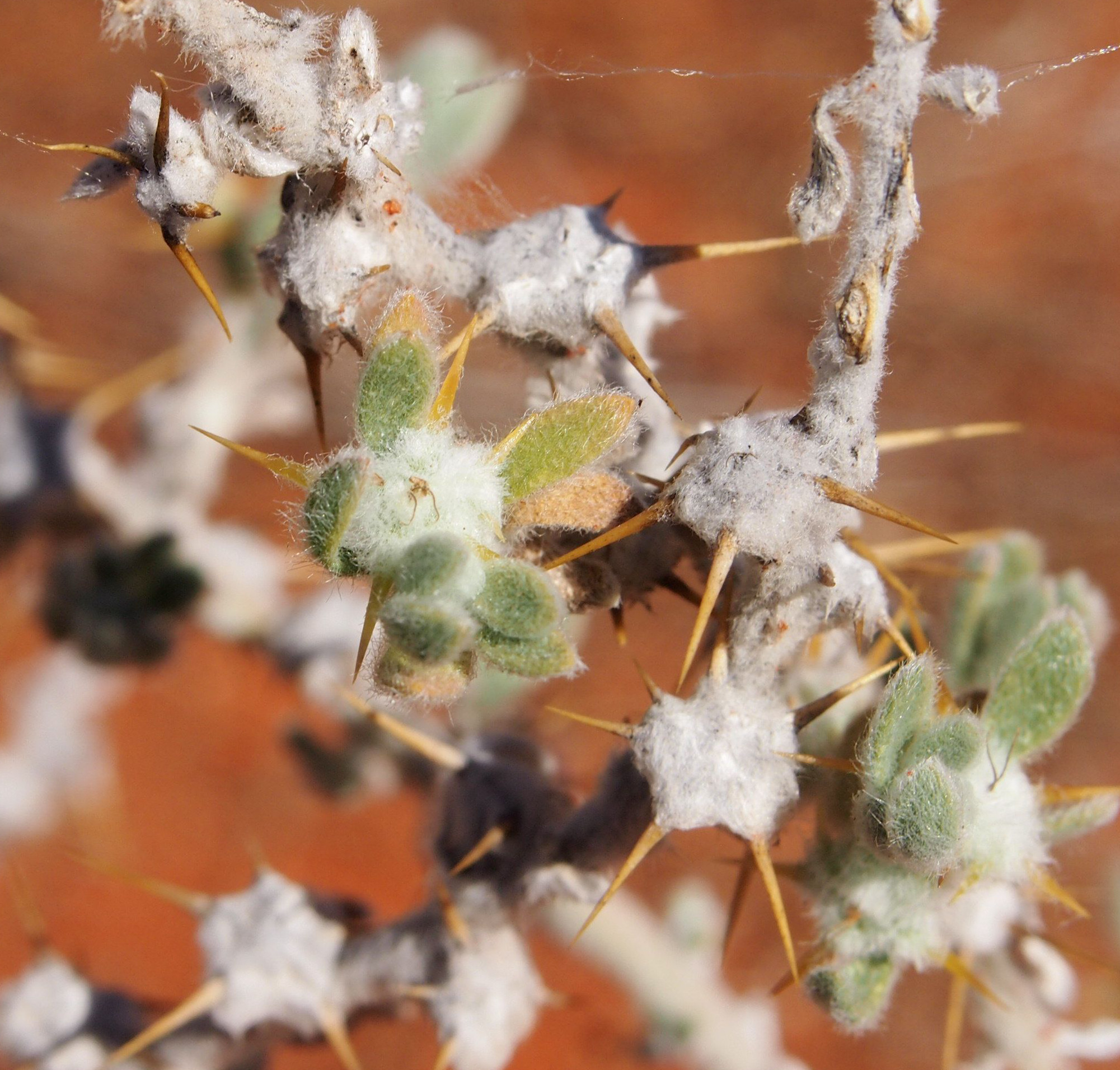
Sclerolaena cornishiana, Früchte

Die Blüten sind meist zwittrig oder seltener funktional eingeschlechtig. Wenn sie eingeschlechtig sind, können die Pflanzen einhäusig (monözisch) oder zweihäusig (diözisch) getrenntgeschlechtig sein. Die ungestielten Blüten stehen allein oder zu zweit in Blattachseln. Die kleinen Blüten sind fünfzählig. Es ist nur ein Kreis mit drei bis fünf urnen- oder kelchförmig verwachsenen Blütenhüllblättern vorhanden. Die drei bis fünf Staubblätter sind untereinander frei, können aber mit den Blütenhüllblättern verwachsen sein. Zwei bis fünf Fruchtblätter sind zu einem oberständigen Fruchtknoten verwachsen. Zwittrige und weibliche Blüten besitzen einen Stempel mit zwei bis drei Griffeln und zwei bis drei Narben.
Die einsamige Frucht ist der für die Camphorosmoideae charakteristische Utriculus, der vom vergrößerten Perianth umhüllt wird. Dieses bildet Flügel, die an der Basis der Perianthlappen entspringen. Es sind null bis neun, meist zwei bis sechs, Dornen auf den Früchten vorhanden.

## Verbreitung
Die Gattung Sclerolaena ist mit etwa 62 in Australien heimisch, eine davon in Tasmanien. Die Sclerolaena-Arten sind auf schweren Böden besonders in den halbtrockenen bis trockenen Gebieten (semiarid bis arid) weit verbreitet und sind charakteristisch für die Trockenvegetation der Chenopodiaceen-Gebüsche.

## Systematik
Die Gattung Sclerolaena wurde 1810 durch Robert Brown in Prodromus Florae Novae Hollandiae, S. 410 aufgestellt. Als Lectotypusart wurde 1934 Sclerolaena uniflora R.Br. durch Ulbrich in Nat. Pflanzenfam., 2. Auflage, 16c, S. 533 festgelegt. Ein Homonym ist Sclerolaena A.Camus in Bulletin de la Société Botanique de France, 72, 1925, S. 622. Ein Synonym ist Coilocarpus F.Muell. ex Domin. Der botanische Gattungsname Sclerolaena bezieht sich auf die harte „Umhüllung“ der Früchte und leitet sich von den griechischen Wörtern skleros für hart und chlaina für bedecken ab.
Die Gattung Sclerolaena gehört in die Unterfamilie Camphorosmoideae, die früher zur Familie Gänsefußgewächse (Chenopodiaceae) gehörte, innerhalb der Familie der Fuchsschwanzgewächse (Amaranthaceae).

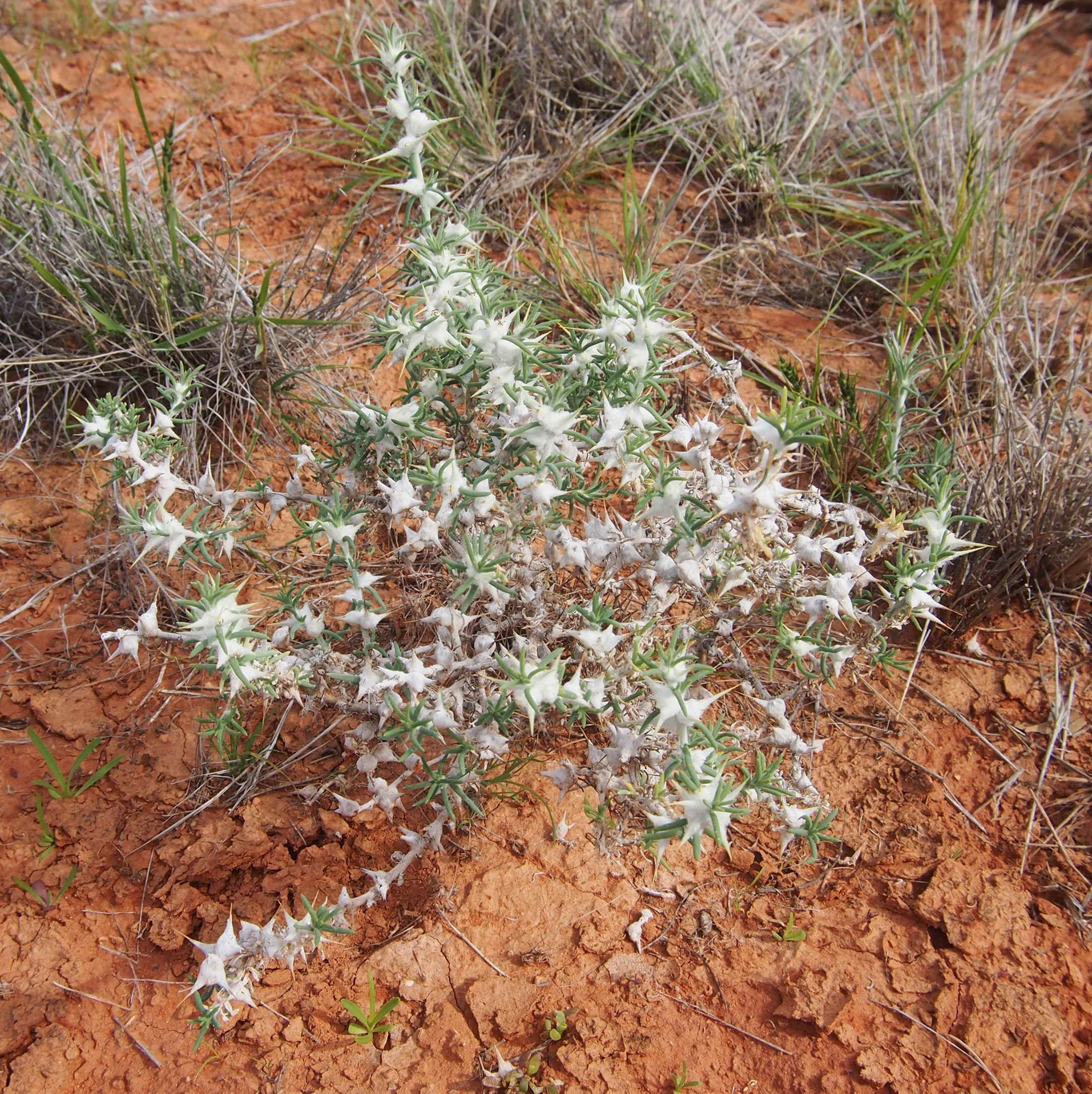
Sclerolaena bicornis

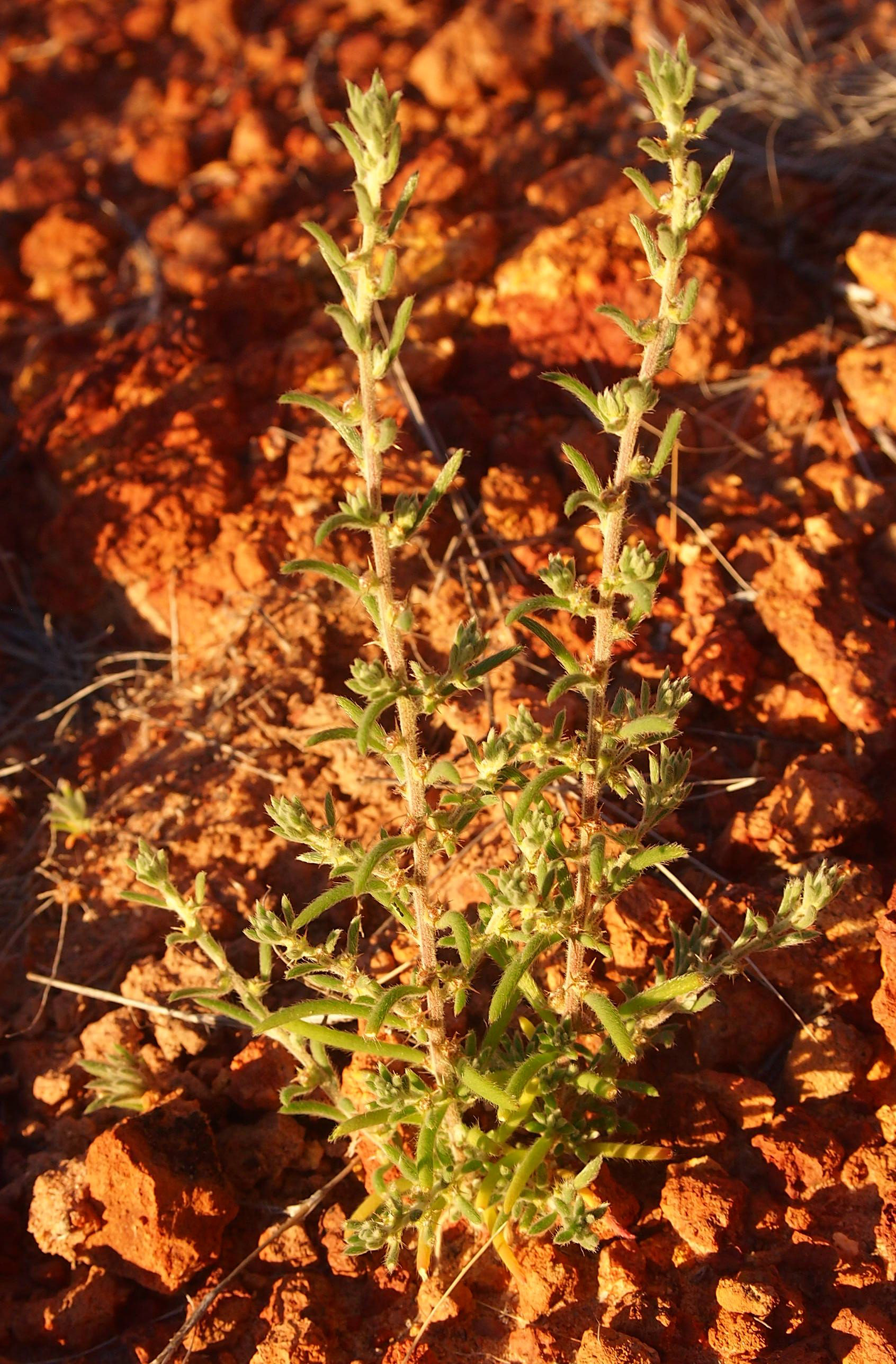
Sclerolaena convexula

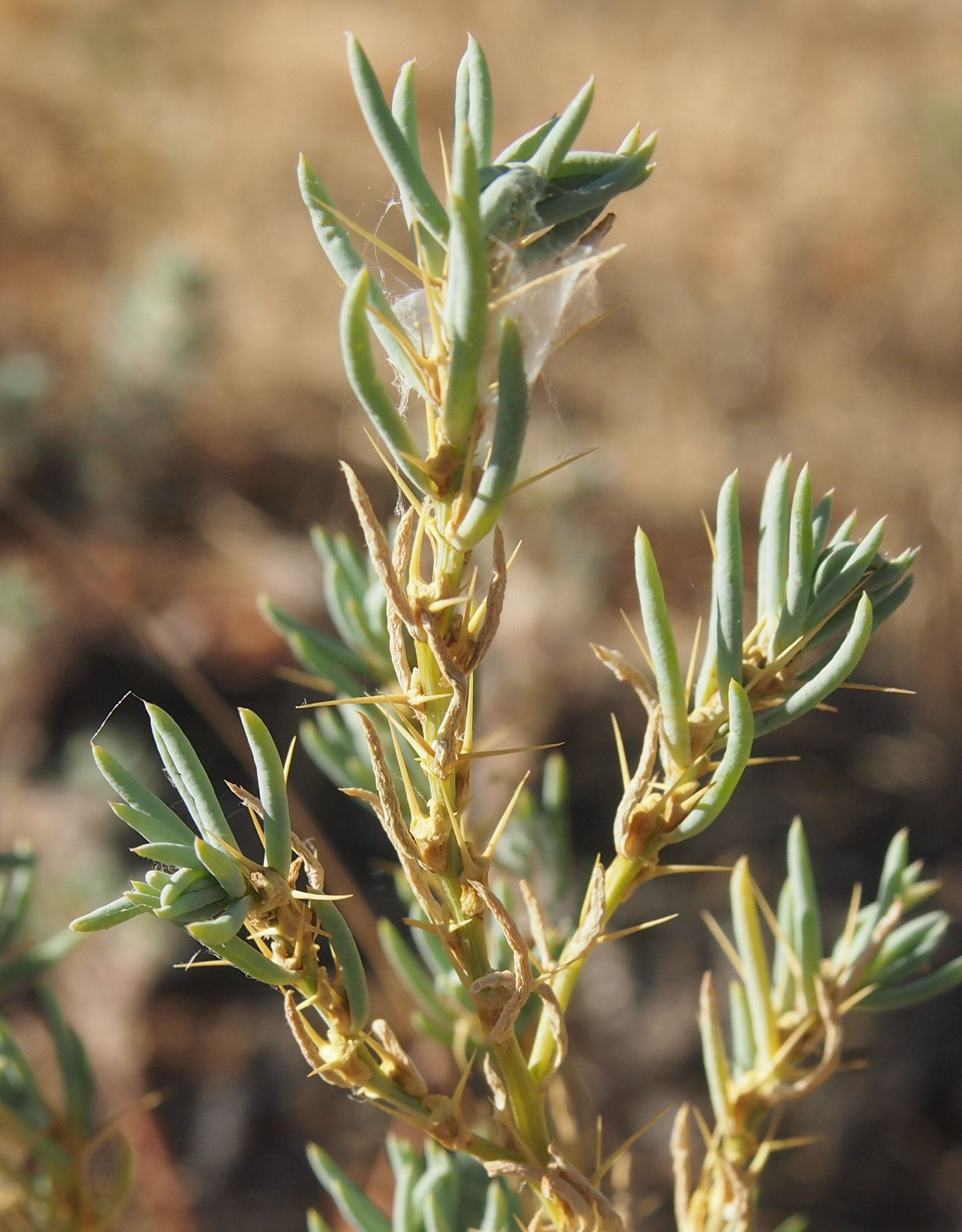
Sclerolaena cuneata

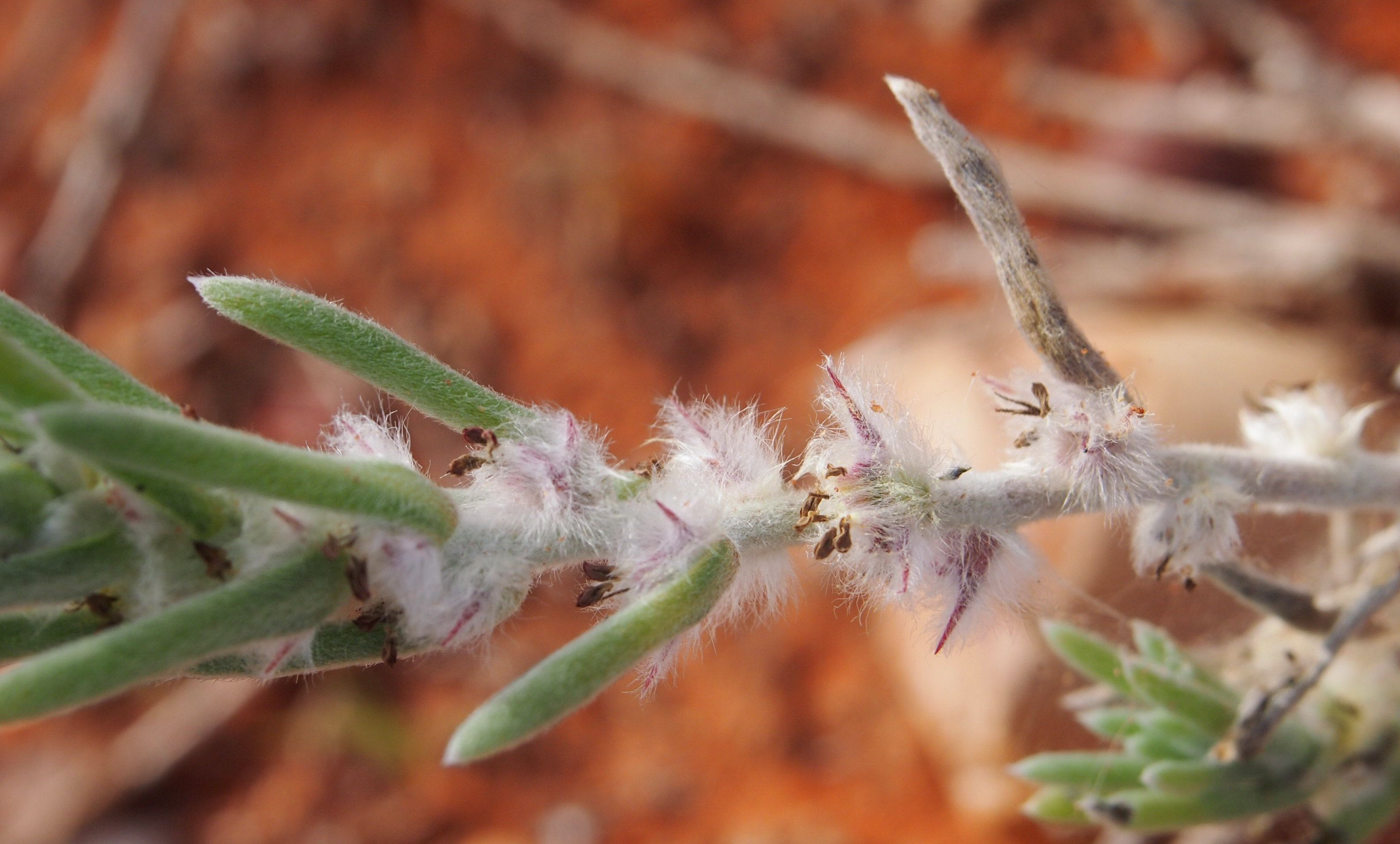
Sclerolaena lanicuspis

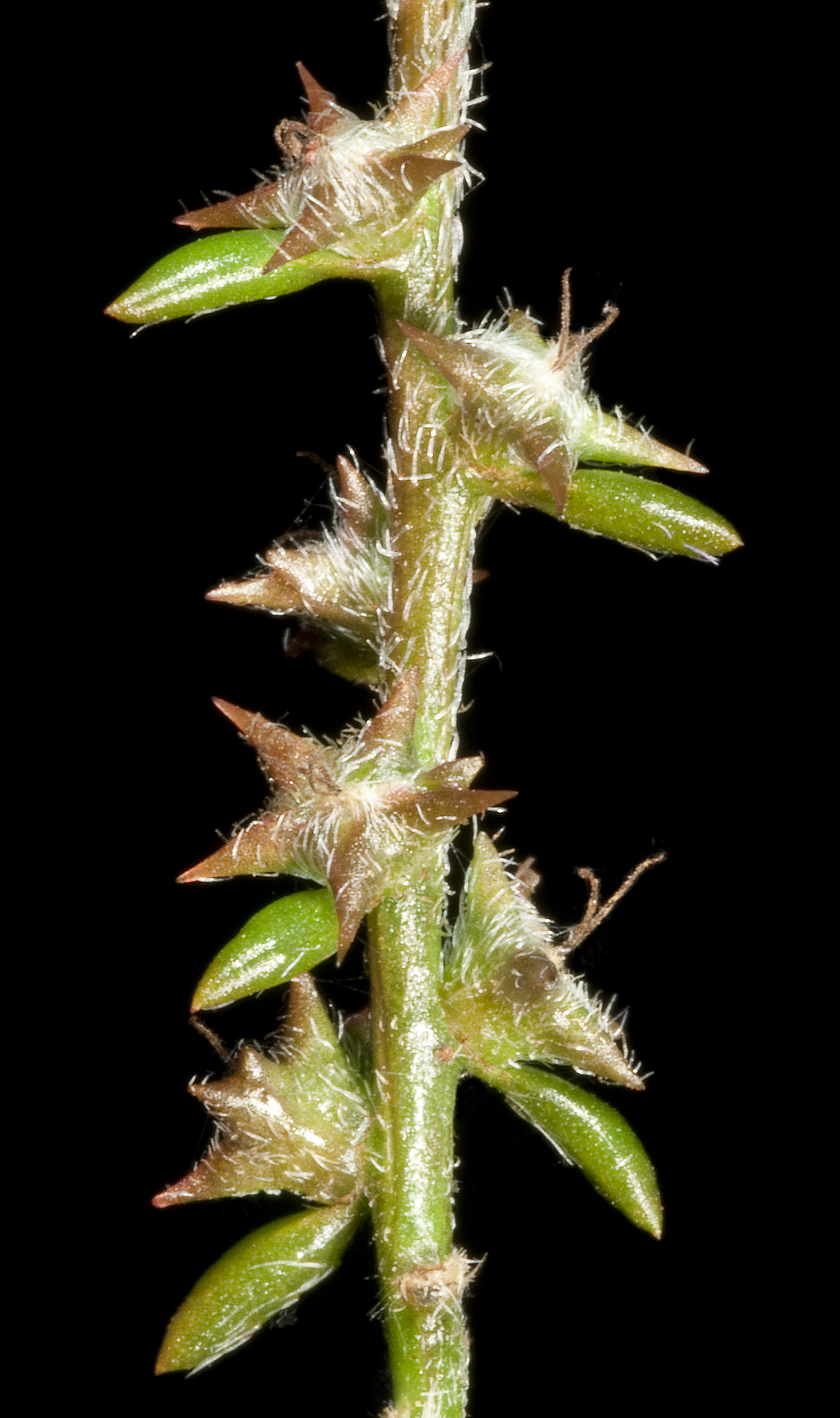
Sclerolaena parviflora

Es gibt etwa 62 bis 66 Arten (fast vollständige Liste):
- Sclerolaena alata Paul G.Wilson
- Sclerolaena articulata (J.M.Black) A.J.Scott
- Sclerolaena beaugleholei (Ising) A.J.Scott
- Sclerolaena bicornis Lindl.
- Sclerolaena bicuspis (F.Muell.) Domin
- Sclerolaena birchii (F.Muell.) Domin
- Sclerolaena blackiana (Ising) A.J.Scott
- Sclerolaena brevifolia (Ising) A.J.Scott
- Sclerolaena burbidgeae (Ising) A.J.Scott
- Sclerolaena calcarata (Ising) A.J.Scott
- Sclerolaena clelandii (Ising) A.J.Scott
- Sclerolaena constricta (Ising) A.J.Scott
- Sclerolaena convexula (R.H.Anderson) A.J.Scott
- Sclerolaena cornishiana (F.Muell.) A.J.Scott
- Sclerolaena costata (R.H.Anderson) A.J.Scott
- Sclerolaena crenata (Ising) A.J.Scott
- Sclerolaena cuneata Paul G.Wilson
- Sclerolaena decurrens (J.M.Black) A.J.Scott
- Sclerolaena densiflora (W.Fitzg.) A.J.Scott
- Sclerolaena deserticola Paul G.Wilson
- Sclerolaena diacantha (Nees) Benth.
- Sclerolaena divaricata (R.Br.) Sm.
- Sclerolaena drummondii (Benth.) Domin
- Sclerolaena eriacantha (F.Muell.) Ulbr.
- Sclerolaena eurotioides (F.Muell.) A.J.Scott
- Sclerolaena fimbriolata (F.Muell.) A.J.Scott
- Sclerolaena fontinalis Paul G.Wilson
- Sclerolaena forrestiana (F.Muell.) Domin
- Sclerolaena fusiformis Paul G.Wilson
- Sclerolaena gardneri (Ising) A.J.Scott
- Sclerolaena glabra (F.Muell.) Domin
- Sclerolaena holtiana (Ising) A.J.Scott
- Sclerolaena hostilis (Diels) Domin
- Sclerolaena intricata (R.H.Anderson) A.J.Scott
- Sclerolaena johnsonii (Ising) A.J.Scott
- Sclerolaena lanicuspis (F.Muell.) Benth.
- Sclerolaena limbata (J.M.Black) Ulbr.
- Sclerolaena longicuspis (F.Muell.)A.J.Scott
- Sclerolaena medicaginoides Paul G.Wilson
- Sclerolaena microcarpa (R.H.Anderson) A.J.Scott
- Sclerolaena minuta (Ising) A.J.Scott
- Sclerolaena muelleri (Benth.) A.J.Scott
- Sclerolaena muricata (Moq.) Domin
- Sclerolaena obliquicuspis (R.H.Anderson) Ulbr.
- Sclerolaena parallelicuspis (R.H.Anderson) A.J.Scott
- Sclerolaena parviflora (R.H.Anderson) A.J.Scott
- Sclerolaena patenticuspis (R.H.Anderson) Ulbr.
- Sclerolaena recurvicuspis (W.Fitzg.) Domin
- Sclerolaena stylosa (Ising) A.J.Scott
- Sclerolaena symoniana (Ising) A.J.Scott
- Sclerolaena tatei (F.Muell.) A.J.Scott
- Sclerolaena tetragona Paul G.Wilson
- Sclerolaena tricuspis (F.Muell.) Ulbr.
- Sclerolaena tridens (F.Muell.) Domin
- Sclerolaena uniflora R.Br.
- Sclerolaena urceolata (Ising) A.J.Scott
- Sclerolaena ventricosa (J.M.Black) A.J.Scott
- Sclerolaena × georgei (Ising) A.J.Scott

## Belege
- Sclerolaena bei Western Australian Flora. (Abschnitt Beschreibung)
- Beschreibung bei Electronic Flora of South Australia. (englisch)
- Artenliste bei Western Australian Flora.
- S. W. L. Jacobs: Sclerolaena bei der New South Wales Flora Online. (dort 80 Arten)